# Mahmoud Guennez
Mahmoud Guennez (en arabe : محمود قنز), né le 12 mars 1934 à Boukhadra dans la wilaya de Tébessa et mort le 10 mars 2005, est un homme politique algérien.

## Biographie
Après l'indépendance de l'Algérie de l'occupation française en 1962, le colonel Houari Boumédiène construit une armée de métier car le président Ahmed Ben Bella n’a pas le temps de mener à bien cette tâche. Le capitaine Mahmoud Guennez organise ces milices et se rallie au putsch. Le 21 juillet 1970, il est nommé ministre des Moudjahidine jusqu'au 23 avril 1977, du Gouvernement Boumédiène III. Le 20 décembre 1981, le correspondant du Monde à Alger, Daniel Junqua, le met en cause dans une affaire de corruption.